# Паровая железная дорога Дендермонде — Пюрс

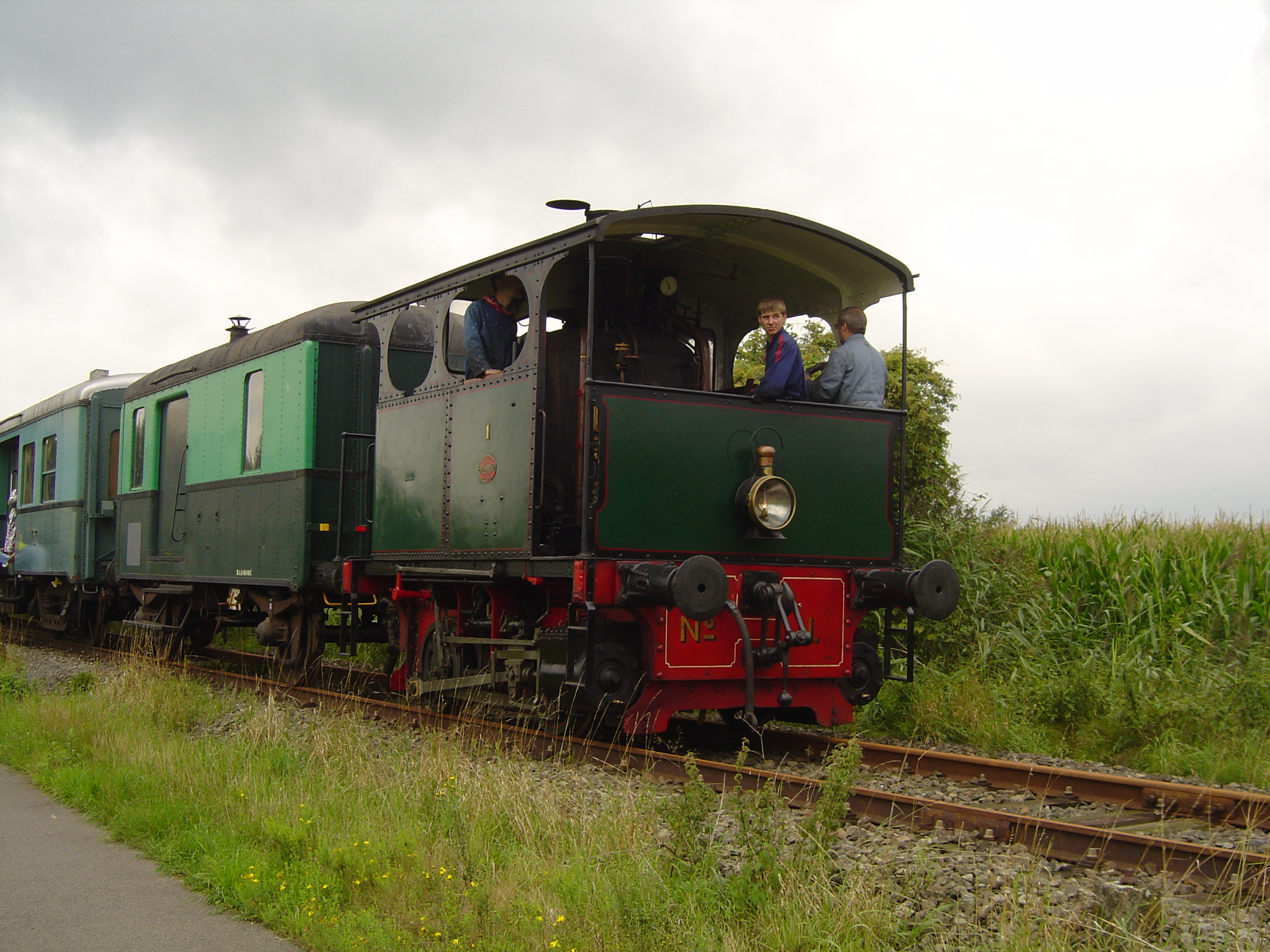
Танк-паровоз Cockerill с вертикально расположенным котлом на дороге Дендермонде — Пюрс, 20 августа 2006 года.

Паровая железная дорога Дендермонде — Пюрс (нидерл. Stoomtpoorlijn Dendermonde-Puurs) — историческая железная дорога в Бельгии. Проходит по территории провинций Восточная Фландрия и Антверпен. Эксплуатируется некоммерческим обществом «Бельгийские друзья паровозов» (нидерл. Belgische vrienden van de Stoomlocomotief, BVS, ставящем своей целью сохранение исторического подвижного состава и другой железнодорожной техники. Все работы по поддержанию и эксплуатации линии выполняются добровольцами, работающими бесплатно (каждую субботу, иногда и чаще).

## История
Железная дорога Дендермонде — Пюрс была построена железнодорожным обществом Etat Belge как часть линии Дендермонде — Антверпен и была открыта 22 июля 1880 года. Позднее стала линией № 52 Национального общества бельгийских железных дорог. Первоначально линия была двухколейной, но в 1961 году одна колея была убрана. В 1980 году на линии были прекращены пассажирские перевозки, в этом же году прекратились грузовые перевозки на участке Басроде-Ноорд — Пюрс. В 1983 году всякое движение по линии прекратилось.

## Описание линии
Линия ответвляется от линии Дендермонде — Мехелен на небольшом расстоянии от станции Дендермонде. На линии расположено четыре станции (в скобках — расстояние до станции Дендермонде).
1. Басроде-Ноорд (Baasrode-Noord, 4,86 км): здесь расположено депо и мастерские музейной железной дороги. Сравнительно развитое путевое хозяйство (запасные пути для хранения исторического подвижного состава). Имеется небольшое станционное здание (не представляющее исторической или архитектурной ценности), в котором сейчас расположено помещение общества BVS для собраний и т. п., кафе (в бывшем зале ожидания), магазин железнодорожной литературы и подсобные помещения.
2. Синт-Амандс (Sint-Amands, 8,01 км): только перрон, путевое хозяйство отсутствует, как и вокзал.
3. Оппюрс (Oppuurs, 8,26 км), перрон; путевое хозяйство отсутствует, однако здесь сохранилось интересное вокзальное здание. Сейчас оно используется как жилой дом и не принадлежит обществу BVS.
4. Пюрс (Puurs, 14 км), конечная станция. Хотя Пюрс также имеет станцию «обыкновенной» железной дороги, музейная железная дорога располагает своей собственной станцией (перрон, один запасной путь для того, чтобы перецеплять локомотив к другому концу поезда для отправления в обратный путь). Музейная железная дорога не имеет здесь соединения с сетью Бельгийских железных дорог.

## Подвижной состав
Летом по выходным туристы могут прокатиться по линии на старинном поезде. Для этих целей используется следующий подвижной состав:
- Промышленный паровоз с вертикальным котлом (формула 0-2-0) Cockerill, 1907 года выпуска.
- Маневровый паровоз Tubize (формула 0-3-0), 1927 год постройки, восстанавливался с 2004 года, первая поездка после реставрации — 7 июля 2007 года.
- Маневровые тепловозы серий 84 и 85 бельгийских железных дорог
- Пассажирский и почтово-багажный (для велосипедов) деревянные трёхосные вагоны GCI 1904 года выпуска.
- Цельнометаллические вагоны серии L бельгийских железных дорог, 1930-е годы.
- Автомотриса 4302, 1954 года выпуска.

Также имеется вагон M1 (1930-е годы) без сидений в салоне, который обычно используется как выставочный зал.
Для катания туристов на небольшое расстояние используется мотодрезина Billard (1920-е годы).
Для служебного использования применяются также три мотовоза Deutz, и грузовые вагоны (большинство из них никуда не ездят и используются под склады).

## Инфраструктура
На линии расположено 19 переездов, из них три с опусканием шлагбаума вручную. В Басроде есть механический семафор.